# Corydalis spicata
Corydalis spicata är en vallmoväxtart som beskrevs av M. Lidén. Corydalis spicata ingår i släktet nunneörter, och familjen vallmoväxter. Inga underarter finns listade i Catalogue of Life.